# 27233 Mahajan
27233 Mahajan è un asteroide della fascia principale. Scoperto nel 1999, presenta un'orbita caratterizzata da un semiasse maggiore pari a 2,5590932 UA e da un'eccentricità di 0,0820978, inclinata di 3,84047° rispetto all'eclittica.